# Pimelodella eigenmanni
Pimelodella eigenmanni is een straalvinnige vissensoort uit de familie van de antennemeervallen (Heptapteridae). De wetenschappelijke naam van de soort is voor het eerst geldig gepubliceerd in 1891 door George Albert Boulenger en verwijst naar de ichtyoloog Carl H. Eigenmann.